# Élections législatives estoniennes de 2007
Les élections législatives estoniennes de 2007 sont les élections des 101 députés de la onzième législature du Riigikogu, qui ont lieu en Estonie le 4 mars 2007.

## Contexte
Lors des élections précédentes, le nouveau parti Res Publica prend la deuxième place, pas très loin derrière le Parti du Centre, qui reste la première force du pays. Juhan Parts, président de Res Publica, forme un gouvernement avec son parti, le Parti de la réforme, et l'Union populaire. Pourtant, en 2005, le ministre de la Justice fait face à une motion de censure. Parts, ayant lié son sort à celui de son ministre, démissionne. Andrus Ansip, ministre des affaires économiques dans le gouvernement sortant, réussit à former un gouvernement avec le Parti de la réforme (parti qu'il présidait à ce moment), le Parti du centre et l'Union populaire.
En parallèle, en 2006, les partis Res Publica et Union de la patrie fusionnent pour former l'Union Pro Patria et Res Publica.

## Mode de scrutin
Les 101 membres du Riigikogu sont élus pour quatre ans au scrutin proportionnel plurinominal avec listes ouvertes et vote préférentiel. 75 sièges sont ainsi à pourvoir dans 12 circonscriptions de 5 à 15 sièges en fonction de leurs populations, et les 26 sièges restants, dits de « compensation » sont répartis au niveau national selon la méthode d'Hondt à tous les partis ayant dépassé le seuil électoral de 5 % des voix afin de rapprocher le plus possible les résultats en sièges à ceux du vote de la population. Les électeurs ont la possibilité d'effectuer un vote préférentiel pour l'un des candidats de la liste pour laquelle ils votent, afin de faire monter sa place dans la liste. Si un candidat recueille ainsi davantage de votes préférentiels que le montant du quotient simple dans sa circonscription, il est déclaré élu même si la liste dont il est candidat échoue à franchir le seuil national de 5 %. Le droit de vote s'obtient à 18 ans. L'Estonie utilise également le vote électronique,.

## Résultats
|                          |                                                |         |       |               |        |               |  |  |  |
| Parti                    | Parti                                          | Votes   | %     | +/-           | Sièges | +/-           |  |  |  |
|                          | Parti de la réforme (ERE)                      | 153 044 | 27,82 | 10,13         | 31     | 12            |  |  |  |
|                          | Parti du Centre (EKE)                          | 143 518 | 26,08 | 0,68          | 29     | 1             |  |  |  |
|                          | Union Pro Patria et Res Publica (IRL)          | 98 347  | 17,87 | 14,06         | 19     | 16            |  |  |  |
|                          | Parti social-démocrate (SDE)                   | 58 363  | 10,61 | 3,57          | 10     | 4             |  |  |  |
|                          | Les Verts (EER)                                | 39 279  | 7,14  | Nv.           | 6      | 6             |  |  |  |
|                          | Union du peuple (ERL)                          | 39 215  | 7,13  | 5,89          | 6      | 7             |  |  |  |
|                          | Parti des démocrates-chrétiens estoniens (EKD) | 9 456   | 1,72  | 0,56          | 0      | en stagnation |  |  |  |
|                          | Parti de la Constitution (KP)                  | 5 464   | 0,99  | 1,26          | 0      | en stagnation |  |  |  |
|                          | Parti de l'indépendance estonienne (EIP)       | 1 273   | 0,23  | 0,32          | 0      | en stagnation |  |  |  |
|                          | Parti russe d'Estonie (VEE)                    | 1 084   | 0,20  | en stagnation | 0      | en stagnation |  |  |  |
|                          | Parti de la gauche estonienne (EVP)            | 607     | 0,11  | 0,31          | 0      | en stagnation |  |  |  |
|                          | Indépendants                                   | 563     | 0,10  | 0,34          | 0      | en stagnation |  |  |  |
|                          |                                                |         |       |               |        |               |  |  |  |
| Votes valides            | Votes valides                                  | 550 213 | 99,05 |               |        |               |  |  |  |
| Votes blancs et nuls     | Votes blancs et nuls                           | 5 250   | 0,95  |               |        |               |  |  |  |
| Total                    | Total                                          | 555 463 | 100   | –             | 101    | en stagnation |  |  |  |
| Abstentions              | Abstentions                                    | 341 800 | 38,09 |               |        |               |  |  |  |
| Inscrits / participation | Inscrits / participation                       | 897 263 | 61,91 |               |        |               |  |  |  |

## Analyse

Sièges par circonscription

La participation a été plus importante que celle prévue : 555 264 électeurs sur 895 760 inscrits ont voté (taux de participation de 61,99 %, + 4 % par rapport à 2003). Pour la 1re fois au monde pour des élections législatives, le vote électronique par Internet était autorisé (30 275 votants, 3 % de l'ensemble des votes). Ces derniers pouvaient revenir sur leur vote autant de fois qu'ils le souhaitaient pendant trois jours, voire, in fine se rendre au bureau de vote, ce qui annule leur vote électronique. Aussi bien Andrus Ansip que Mart Laar ont voté via Internet.
171 317 Estoniens, soit 19,1 % des électeurs, ont voté de façon anticipée (huit jours avant le vote).
L'importante minorité russophone (400 000 habitants) peut voter lorsque ses membres sont citoyens estoniens (25 % environ) : son vote semble s'être concentré sur le Parti du Centre comme le prouvent ses bons résultats dans l'est du pays. Ce phénomène de vote russophone en faveur du Parti du centre s'était déjà produit lors des élections législatives de 2002. Par ailleurs, le système électoral estonien permet d'exprimer la préférence pour un candidat sur une liste, et celle du Parti du centre comptait plusieurs candidats russophones, dont Eldar Efendijev, député sortant, d'origine azérie, ministre de la Population et des Affaires ethniques en 2002-2003 (premier membre issu d'une minorité russophone dans un gouvernement estonien) et ancien maire de la ville de Narva, à majorité russophone,.
Les deux partis minoritaires (celui de la Constitution et Russe) n'ont recueilli qu'un nombre très limité de voix.

## Sources
1. ↑  « IPU PARLINE database: ESTONIE (Riigikogu), Texte intégral », sur archive.ipu.org (consulté le 10 mars 2019).
2. ↑  (et) « Valimised », sur eesti.ee, 26 janvier 2016 (consulté le 6 octobre 2018)
3. ↑  Dieter Nohlen & Philip Stöver (2010) Elections in Europe: A data handbook, pp585–588  (ISBN 978-3-8329-5609-7)
4. ↑  IPU
5. ↑  selon le quotidien danois Jyllands-Posten du 24 janvier 2001, cité dans le document Idealists and pragmatists, 2002
6. ↑  Fiche parlementaire d'Eldar Efendijev
7. ↑  The Azerbaijan Cultural Centre of Estonia, Our compatriot Eldar Efendijev was elected as a member of the Estonian Parlament